# 라이브러리 오브 루이나
라이브러리 오브 루이나(Library of Runa)는 한국 스튜디오 프로젝트 문에서 개발하고 퍼블리싱한 인디 덱 빌딩 턴제 롤플레잉 게임이다. 2021년 8월 10일 마이크로소프트 윈도우 및 엑스박스 원용으로 처음 출시된 이 게임은 2018년 PC 게임 로보토미 코퍼레이션의 직접적인 속편이다.
림버스 컴퍼니(Limbus Company)라는 속편이 2023년 윈도우, iOS 및 안드로이드 (운영체제) 장치용으로 출시되었다. 사이드 스토리 라이트 노벨 'The Distortion Detective'은 라이브러리 오브 루이나의 이벤트 기간 동안 진행된다. 또 다른 라이트노벨 '레비아탄'이 만화로 일러스트화됐다. 라이브러리 오브 루이나의 진정한 결말과 림버스 컴퍼니의 시작 사이에 발생한다.